# Unió Sindical de Controladors Aeris
La Unió Sindical de Controladors Aeris (USCA) (en castellà, Unión Sindical de Controladores Aéreos, USCA) és un sindicat professional espanyol, fundat el 25 de març de 1993, d'àmbit estatal i per a personal civil que es declara independent de qualsevol partit polític.
El control del trànsit aeri és una professió que es desenvolupa en un sector altament complex i tecnificat, motiu pel qual s'ha caracteritzat, tradicionalment, no només per la defensa dels interessos professionals i socials dels afiliats, sinó també per la constant vigilància en l'assoliment dels nivells màxims de seguretat en l'àmbit de la navegació aèria.
Els controladors aeris depenen d'Enaire.